# Ritratto del cavaliere Pietro Secco Suardo

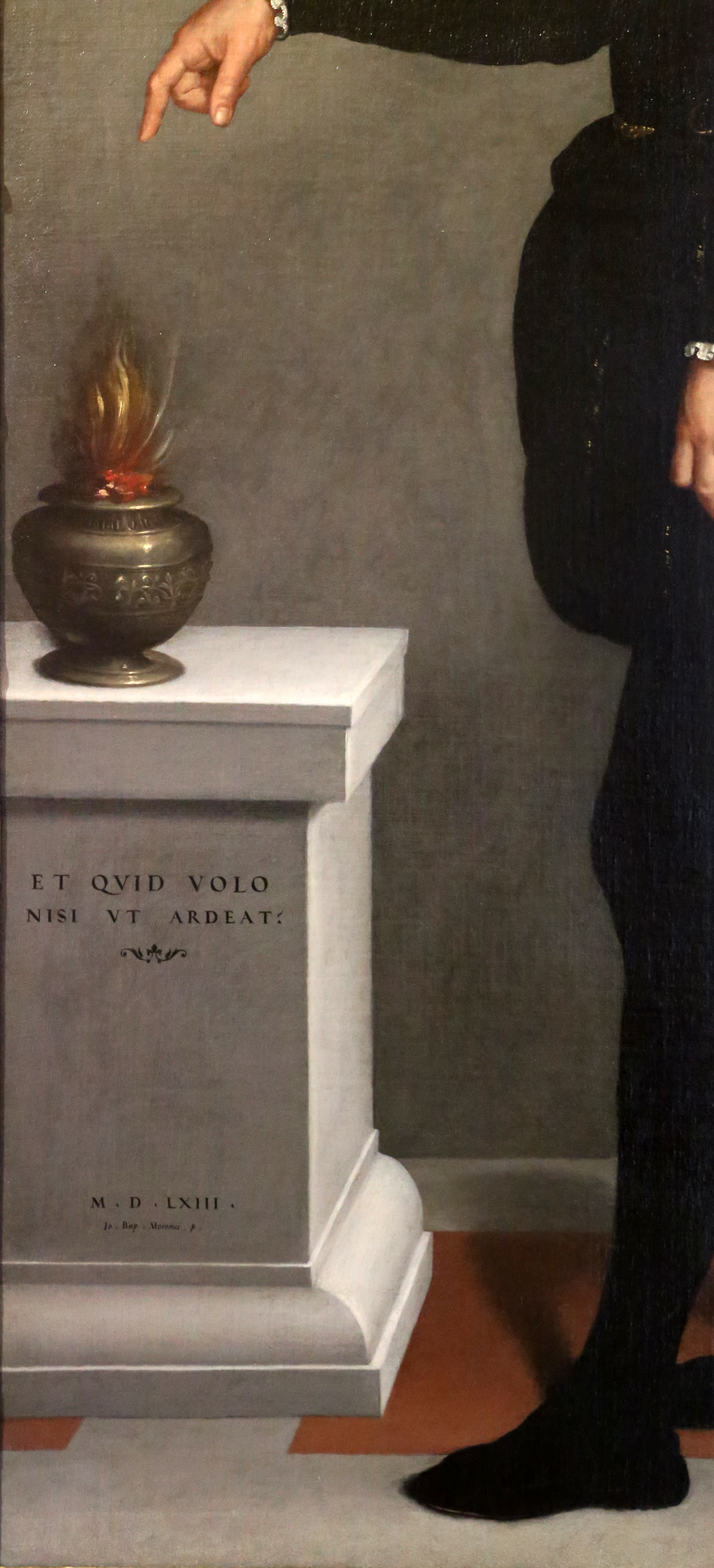
Dettaglio

Il Ritratto del cavaliere Pietro Secco Suardo è un dipinto a olio su tela (183x104 cm) di Giovan Battista Moroni, datato 1563 e conservato agli Uffizi di Firenze.

## Storia
Il dipinto risulta essere di proprietà fino al 1705 della famiglia veneziana di Agnese vedova di Nicolò Badoer, che nel 1705 lo offrì tramite Sebastiano Ricci al gran principe Ferdinando e nel medesimo anno portato a Firenze, dove risulta presente e citato in una lettera di Lorenzo Magalotti del 5 gennaio 1705.
(Lorenzo Magalotti - Lettere familiari)
Proprio in questo documento risulta individuato il soggetto raffigurato in sant'Ignazio di Loyola. Successivamente inserito in un inventario del 1713 di Palazzo Pitti. Spostato poi nella galleria degli Uffizi dove rimase fino al 1797 tra i beni appartenenti al gran principe, rimase negli appartamenti della moglie Violante fino alla sua morte e poi in quelli di Eleonora di Guastalla. Da Firenze fu poi spostato e conservato alla villa medicea di Poggio a Caiano fino al 1943 e facendo poi ritorno a Firenze nel 1945.
Fu già ritenuto come raffigurante sant'Ignazio di Loyola, sulla base della presunta veduta di Pamplona sullo sfondo. Fu inviato alla Galleria degli Uffizi nel 1797, in una sala dedicata al Cinquecento veneziano, venne poi identificato dal Mazzi in un componente della famiglia Secco Suardi, dopo che ne venne fatto un primo restauro. L'identificazione si è basata sulla presenza della fiamma che arde (e quindi "secca", cioè asciuga, secondo un gusto per gli enigmi che si trova in altri ritratti bergamaschi dell'epoca) e sul motto latino (che nasconde la parola Suardi). Il solo componente della famiglia che nel 1563 (data apposta sul dipinto) potesse avere un'età di circa quarant'anni è Pietro, per cui Giovanni Morelli nel 1904 vi riconobbe il ritratto del cavaliere bergamasco “Pietro Secco Suardo”, ambasciatore e abitante a Venezia dal 1545. La sua ipotesi è stata accettata unanimemente Il cavaliere morì a Venezia nel 1577 e le spoglie furono portate e a Bergamo, Angelo Mazzi descrive nel suo studio del 1904 l'apparato funerario composto da: “cataletto coperto di raso nero con certe fiammette poste sopra di broccato d'argento”. La simbologia araldica della famiglia Suardi comprendeva una fiamma, questo porterebbe a considerare che il dipinto fu ordinato da un attento committente, mentre il braciere, anche se in situazione differente, compare in un altro dipinto del Moroni: Ritratto di Giorgio Passo del 1569.
Il dipinto è stato oggetto più volte di restauro già documentato nel 1797 dal senese Vittorio Sampieri, nel 1909, 1954 e 1974 fino al 2013 a opera di Mario Celesia.

## Descrizione e stile
Ritratto in piedi e a grandezza naturale, il nobiluomo, vestito in nero con un «giuppone», calzoni molto ampi sopra calze aderenti, secondo la moda del Cinquecento, porta una mano sull'elsa della spada legata in vita e con l'altra mano indica la fiamma accesa in un braciere. A essa si riferisce anche l'iscrizione sull'ara "ET QVID VOLO NISI VT ARDEAT?" (Che cosa voglio se non che [il fuoco] arda?), simile al Vangelo di Luca (12, 49), e scelta perché nasconderebbe, in una specie di acrostico, il cognome "SUARD[I]". Si tratta di un piccolo indovinello figurato amato dall'aristocrazia bergamasca, come se ne trovano anche nei ritratti qui eseguiti da Lorenzo Lotto. Segue la firma dell'artista «M.D.L.XIII./Io: Bap. Moronus P».
L'uomo è ritratto con notevole penetrazione fisiognomica, che pare uscito dal pennello di Bramantino per la semplificazione geometrica e il controllo luministico.
Il soggetto è posto vicino a una finestra in cui si vede un cristallino paesaggio lombardo con la diruta torre del Comune ripresa dalla parte del colle San Salvatore, dove si trovavano le abitazioni bergamasche dei Secco Suardo, anche se questi risiedevano generalmente a Venezia.
L'ombra del cavaliere si deforma sul pavimento a quadri, denunciando un certo sperimentalismo portato avanti in quegli anni dal pittore.